# 盖尔·德弗斯
盖尔·德弗斯（英語：Gail Devers，1966年11月19日—），美国女子田径运动员。她曾代表美国参加1988年、1992年、1996年、2000年和2004年夏季奥林匹克运动会田径比赛，获得三枚金牌。